# Victoria Nuland
Victoria Jane Nuland (Nova Iorque, 1 de julho de 1961) é uma diplomata norte-americana que atualmente ocupa o posto de subsecretária de estado para assuntos políticos. Ex-membro do serviço de relações exteriores, atuou como secretária adjunta de Estado para assuntos europeus e eurasianos no Departamento de Estado dos Estados Unidos de 2013 a 2017 e Representante Permanente dos EUA na OTAN de 2005 a 2008. Ocupou o posto de embaixadora de carreira, o posto diplomático mais alto do Serviço de Relações Exteriores dos Estados Unidos. É a ex-CEO do Center for a New American Security (CNAS), atuando de janeiro de 2018 até o início de 2019, além de Brady-Johnson Distinguished Practitioner em estratégia na Universidade Yale e membro do conselho do National Endowment for Democracy. Atuou como membro não residente no programa de política externa da Brookings Institution e conselheira sênior do Albright Stonebridge Group.

## Biografia
Ela se formou em Artes pela Universidade de Brown em 1983, onde estudou literatura russa, ciência política e história.
É casada com Robert Kagan, de ascendência grega, historiador, comentarista de política externa da Brookings Institution, cofundador em 1998 do neoconservador Projeto para o Novo Século Americano (PNAC) e ambos, marido e esposa, são seguidores da forma de estar na política ensinada pelo filósofo judeu Leo Strauss̪.
De 1993 a 1996, durante a presidência de Bill Clinton, foi vice-diretora de assuntos da ex-União Soviética.
De 2003 a 2005, atuou como o principal vice-conselheira de política externa do vice-presidente Dick Cheney, exercendo um papel influente durante a Guerra do Iraque.
De 2005 a 2008, durante o segundo mandato do presidente George W. Bush, serviu como embaixadora dos EUA na Organização do Tratado do Atlântico Norte (OTAN) em Bruxelas, onde se concentrou na mobilização do apoio europeu para a ocupação do Afeganistão pelos EUA.
Durante esse período igualmente conseguiu um cessar-fogo, em 2006, no Líbano, que permitiu ao Exército de Israel retirar-se sem ser perseguido pelo Hezbollah.
No verão de 2011, tornou-se enviada especial para as Forças Armadas Convencionais na Europa e depois tornou-se porta-voz do Departamento de Estado americano.
Terá sido a principal responsável pelos EUA na Revolução Ucraniana de 2014, estabelecendo a garantia de um avultado empréstimo aos revoltosos anti russos e uma das principais defensoras da entrega de armas defensivas contra o governo do presidente eleito da Ucrânia Viktor Yanukovych. Nessa altura, igualmente pressionou os aliados europeus a adotar uma linha mais dura em relação ao expansionismo russo.

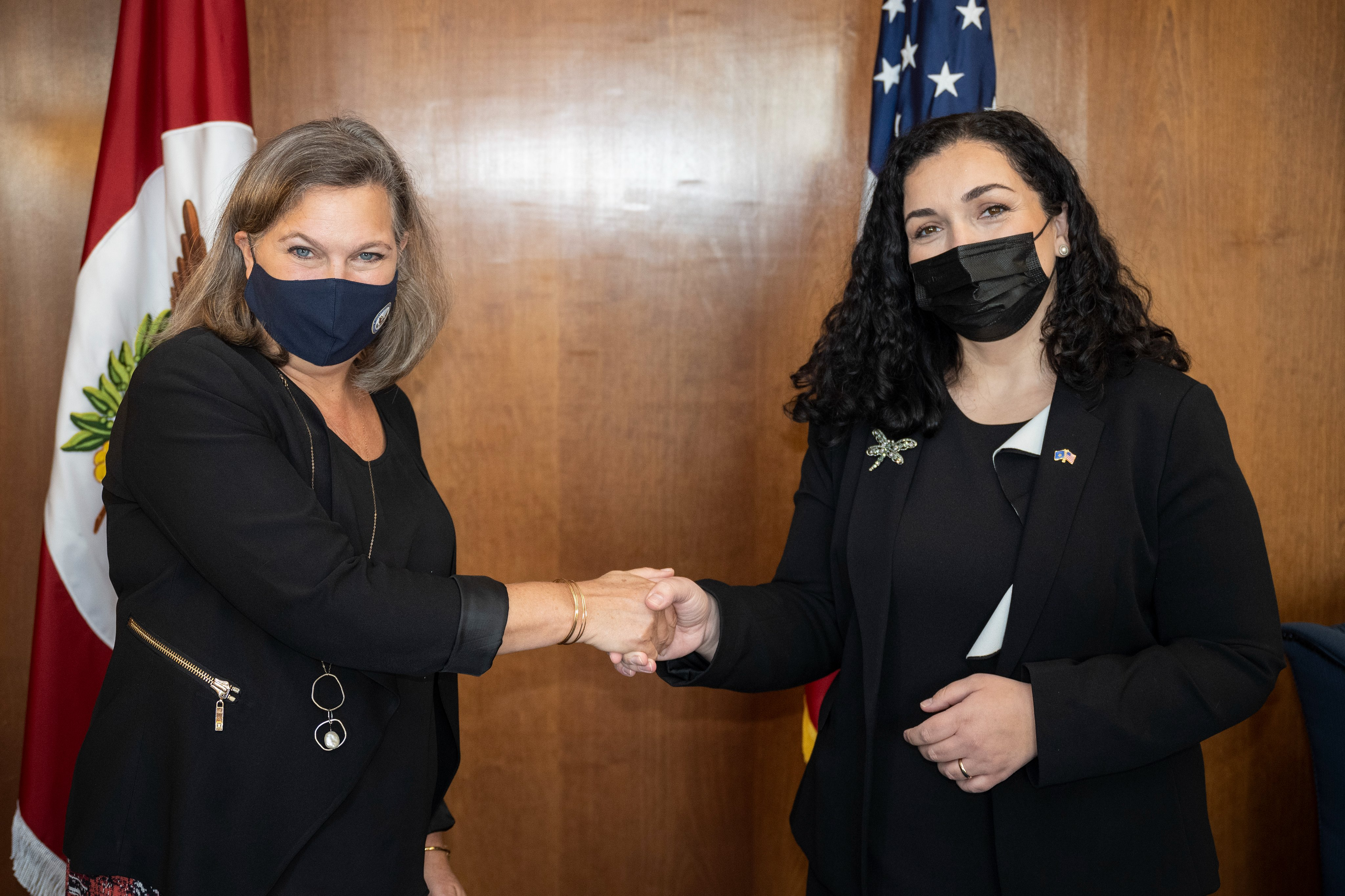
Nuland e com a Presidente do Cosovo Vjosa Osmani (2021)

Em 4 de fevereiro de 2014, uma gravação de uma ligação telefônica entre Nuland e o embaixador dos EUA na Ucrânia, Geoffrey Pyatt, em 28 de janeiro de 2014, foi publicada no YouTube. Nessa sua conversa, na qual discutiram a composição do próximo governo ucraniano, afirmou-se que Arseniy Yatsenyuk deveria se tornar o próximo primeiro-ministro, e que a possibilidade de mediação da União Europeia nesse conflito ela terá demonstrado total desagrado, duma forma mesmo muito rude.
Quando o governo de Donald Trump ascendeu ao poder, em janeiro de 2017 Nuland deixou o seu lugar político, mas com a perda de eleições dos republicanos, Nuland volta e é promovida a subsecretária de Estado em 3 de maio de 2021.
Será ela que em novembro de 2021 faz reaparecer o principal comandante do Exército Voluntário Ucraniano Dmitro Yarosh e "impõe-no" ao Presidente Volodymyr Zelensky, tendo sido nomeado Conselheiro do Comandante-em-Chefe das Forças Armadas da Ucrânia Valerii Zaluzhnyi, que logo dá o seu total apoio ao «führer branco», o coronel Andrey Biletsky, e ao seu Batalhão Azov. 
Depois, em março de 2022, durante a invasão da Ucrânia, Nuland expressou preocupação de que o presidente Putin obteria o controle das instalações de pesquisa biológica que eram apoiadas pelos USA nesse país.
A seguir, no inicio de Abril desse mesmo ano, comunica que a América se afastava do apoio à construção de um gasoduto no Mediterrâneo oriental para fornecer gás natural à UE, que visava ligar os campos de gás ao largo do Estado hebraico e da ilha cipriota à Europa, uma alternativa ao gás russo, e cujo projecto já tinha tido acordo “histórico” entre Israel, Chipre e Grécia.